# برنامج الارينا
برنامج الارينا (بالإنجليزية: Arena)‏ هو برنامج هندسي يقوم على النمذجة والتحليل والمحاكاة، ويحتوي هذا البرنامج على عدة أدوات تقوم من خلالها ببناء مختبر تجريبي تقوم بها بإجراء تجربتك سواء كانت هندسية أو حتى تجارية، تم تطويرها بواسطة نمذجة النظم واستحوذت عليها مجموعة روكويل للتشغيل الآلي في عام 2000. يسمح لك البرنامج بوضع المدخلات وشروطها والتحكم في بيئتها من خلال تمثيلها بالاستعانة بأنواع المتغيرات والبيئات الرياضية. برنامج الارينا سهل التعامل. لا يقوم على البرمجة وأنما على استخدام النوافذ وواجهة الاستخدام مباشرة. يستخدم معالج سيمان ولغة المحاكاة. اعتبارًا من عام 2020، تم تضمينه في الإصدار 16. وقد اقترح أن تنضم ارينا إلى حزم برامج روكويل الأخرى تحت العلامة التجارية "FactoryTalk".

## وصلات خارجية
- مفاجأة : كتاب المحاكاة والنمذجة والتحليل باستخدام برنامج Arena - هنسة صناعية